# Jason Lantz
Pour les articles homonymes, voir Lantz (homonymie).
Jason Lantz est un athlète américain né en 1981. Spécialiste de l'ultra-trail, il a notamment remporté l'Old Dominion 100 Mile Endurance Run en 2008 et 2009, la Massanutten Mountain Trails 100 Mile Run en 2012 et la Vermont 100 Mile Endurance Run en 2013.

## Résultats
- 2008
  - 1er de l'Old Dominion 100 Mile Endurance Run.

- 2009
  - 1er de l'Old Dominion 100 Mile Endurance Run.
  - 2e de la Vermont 100 Mile Endurance Run.

- 2012
  - 1er de la Massanutten Mountain Trails 100 Mile Run.

- 2013
  - 3e de la Massanutten Mountain Trails 100 Mile Run.
  - 1er de la Vermont 100 Mile Endurance Run.

- 2015
  - 2e de la Massanutten Mountain Trails 100 Mile Run.